# Aston Martin Vanquish (2024)
La Aston Martin Vanquish III è una coupé ad alte prestazioni a 2 posti prodotta dal 2024 dalla casa automobilistica britannica Aston Martin. Il nome viene ripreso da un modello di alcuni anni prima, la Aston Martin Vanquish.

## Debutto
Annunciata dapprima attraverso la diffusione di alcune immagini e dati tecnici via web, la vettura in veste definitiva è stata presentata ufficialmente al pubblico dai piloti di Formula 1 Fernando Alonso e Lance Stroll, che hanno presentato l'auto alla Festival del Cinema di Venezia all'inizio di settembre 2024.

## Caratteristiche tecniche
Il veicolo lungo 4,85 metri utilizza il motore V12 da 5,2 litri con due turbocompressori della precedente DBS. Tuttavia, è stato pesantemente rivisto per aumentarne significativamente la potenza e la coppia. La potenza viene trasmessa alle ruote posteriori tramite un cambio automatico ZF transaxle a 8 rapporti. Viene utilizzato un differenziale a slittamento limitato a controllo elettronico. Il peso a secco della Vanquish dichiarato di 1774 kg. L'auto accelera da 0 a 100 km/h in 3,3 secondi, mentre la velocità massima è di 345 km/h. Il telaio è realizzato in alluminio: il sistema sospensivo nella parte anteriore è un doppio quadrilatero alto con doppio braccio oscillante mentre nella parte posteriore c'è un multilink.